# Homalomena nigrescens
Homalomena nigrescens là một loài thực vật có hoa trong họ Ráy (Araceae). Loài này được (Schott) Engl. mô tả khoa học đầu tiên năm 1912.